# Балх (смт)
Балх — селище міського типу в Таджикистані, центр району імені Джалоліддіна Балхі Хатлонської області.
Площа селища становить 333 га. Населення становить 14,9 тис. мешканців (2008).
Селище (шахракі) Колхозабад розташоване за 132 км на південний захід від столиці Таджикистану Душанбе і за 32 км від обласного центру Курган-Тюбе, на відрогах передгір'я Кизил-Тумшук, живописних горбистих берегах річки Кумсангір.

## Транспорт
Селище розташоване в центрі Колхозабадського району, має регулярне автобусне сполучення з Душанбе, Курган-Тюбе та іншими містами. Колхозабад перетинають автошляхи Душанбе—Пяндж і Термез—Шахрітус—Вахш, які зв'язують містечко з іншими промисловими районами області, у тому числі з пристанню Нижній Пяндж на півдні країни, на кордоні з Афганістаном. Із 1978 року діє залізнична станція Колхозабад на лінії Москва—Термез—Курган-Тюбе, яка є важливим транспортним вузлом із перевезення пасажирів і вантажів як всередині країни, так і за її межами. Станція відіграє велику роль у розвитку економіки Вахшської долини.

## Колхозабадський район
За радянських часів у Колхозабадському районі були відкриті Кизил-Тумшуцьке, Акбашське і Кичикбельське родовища природного газу, збудований нафтобітумний завод. Кизил-Тумшуцьке газове родовище постачає природним газом Вахшський азотно-туковий завод, який давав республіці до 200 тис. тонн карбамідів на рік. Нафтобітумний завод з місцевої важкої нафти виробляв до 100 тис. тонн бітуму на рік, що дозволяло республіці за короткий час покрити асфальтом тисячі кілометрів доріг, хірмани, злітно-посадкові смуги і забезпечити будівництво і народне господарство цим матеріалом.
У 1965 році в районі було створене перше в республіці спеціалізоване цитрусовирощувальне господарство імені Н. Карабаєва, яке давало 600 тонн цитрусових на рік.
Тут збудований і діє найбільший в Центральній Азії Колхозабадський завод хлібопродуктів — АТВТ «Мелкомбінат імені Хафізова».
На початку XX століття у Вахшській долині розпочалося велике іригаційне будівництво, завдяки чому долина стала квітучою оазою, аграрно-індустріальним центром півдня Таджикистану. Тут зосереджені великі заводи і комбінати Хатлонської області. Саме ці заводи-гіганти — АТВТ «Бавовнозавод імені С. Ісаєва», АТВТ «Мелкомбінат імені Хафізова», АТВТ «Таміноті Колхозобод», пивоварний завод, хлібозавод, нафтобітумний завод, підприємство «Колхозабадгаз» — є основними містоутворюючими підприємствами і важливим джерелом поповнення бюджету району.

## Історія
Перші поселення на території шахракі Колхозабад існували понад 20 тисяч років тому. На початку нашої ери існувало невелике поселення, а в IV ст. н. е. тут були зведені міські будівлі, які були переплановані у VII столітті. Під час арабського завоювання місто було зруйноване. Кафиркала і Кухнакала є руїнами ранньої середньовічної столиці володіння Вахш, яка згадується в записках буддійського монаха Сюань-Цзана, що відвідав Середню Азію у 630—645 роках.
На території сучасного Колхозабада протягом шести століть була розташована столиця Вахшської долини, залишки якої знаходять в археологічних розкопках давньої цитаделі і городища Кафиркала, яка займала площу, рівну майже 13 га.
У XI—XII століттях після завоювання арабами за 10 кілометрів на північний захід від Кафиркали, на річці Вахш, була побудована столиця області Вахш — Хелаверд.
У 1884 році було утворене поселення Тугаланг у складі Курган-Тюбинського бекства Бухарського емірату. До 1919 року тут було 1400 дворів. Населення займалося в основному землеробством і скотарством. 21 березня 1933 року Тугаланг став одним із центрів освоєння Вахшської долини і центром Вахшського району. 20 грудня 1934 року Тугаланг перейменовано на Кагановичабад на честь Л. М. Кагановича, Вахшський район — на Кагановичабадський.
11 червня 1954 року Кагановичабад отримав статус селища міського типу. 3 липня 1957 року Кагановичабад на честь освоювачів Вахшської долини, які приїхали з півночі країни і створили перші колгоспи на Вахші, перейменований на Колхозабад. Сучасна назва з 2017 року.

## Промисловість
Історично основними заняттями населення смт Колхозабада були землеробство і ремесла: народні промисли, рукоділля, борошномельне виробництво і переробка.
Сьогодні Колхозабад — один з промислових центрів переробки сільгосппродукції, яка виробляється у Вахшській долині і південний районах Таджикистану. Основними галузями економіки є енергетика, харчова, легка промисловість, підприємства будівельної промисловості, переробка деревини і виробництво меблів, автотранспортне підприємство.

## Відомі люди Колхозабадського району
- Гафуров Бободжан Гафурович (1908—1977), таджицький історик, академік АН СРСР, у 1946—1956 перший секретар ЦК КП Таджицької РСР;
- Ісаєв Сіроджиддін

Герої Радянського Союзу:
- Балакін Микола;
- Горєлов Олександр;
- Карабаєв Негмат;
- Ходов Костянтин;
- Шарипов Ергаш.